# 新烏克蘭卡 (博爾赫拉德區)
46°29′37″N 29°4′46″E / 46.49361°N 29.07944°E
新烏克蘭卡（烏克蘭語：Новоукраїнка）是位於烏克蘭西南部的村莊，由敖德萨州博爾赫拉德區的博羅迪諾市鎮負責管轄。該村始建於1838年，面積0.7平方公里，海拔高度136米，2001年人口272，人口密度每平方公里388.57人。